# Gereja Santa Maria de Fatima Jakarta
Gereja Santa Maria de Fatima Jakarta is een rooms-katholieke migrantenkerk in Jakarta. De kerkgangers bestaan vooral uit etnische Chinezen. Het kerkgebouw is in Chinese stijl gebouwd en stamt uit 1954. De bouw ervan werd gefinancierd door een rijke Chinese familie. De voertaal voor kerkmissen is het Mandarijn. Dagelijks wordt de mis gevierd in de kerk. Bij traditionele Chinese feestdagen, zoals Chinees nieuwjaar, worden speciale missen gevierd.
Het linker zijaltaar is gewijd aan Jezus Christus en de rechter zijaltaar is gewijd aan Maria. In de kerktuin staat een nagebouwde Lourdesgrot.
De kerk wordt ook wel Grote Leeuwentempel (Gereja Toasebio) genoemd, omdat aan de weerszijden van de ingang grote stenen Chinese leeuwen staan.